# ミリアム・フリン
ミリアム・フリン（Miriam Flynn, 1952年6月18日 - ）は、アメリカ合衆国出身の女優である。

## 出演作品

### テレビ
- ラリーのミッドライフ★クライシス
- ボストン・リーガル
- グレイズ・アナトミー4
- ラスベガス
- デスパレートな妻たち
- ザ・プラクティス ボストン弁護士ファイル
- マーダー・ワン

### 映画
- ポルノ☆スターへの道
- ベガス・バケーション
- ベイブ（メー）
- ナショナル・ランプーン/クリスマス・バケーション
- この愛に生きて
- ゴールはスイート・ホーム
- ホリデーロード4000キロ

### オリジナルビデオ
- リトルフット ベスト・オブ・フレンズ